# Trachurus trachurus
Chinchard
Espèce
Statut de conservation UICN

 VU A2bd : Vulnérable
Le Chinchard (Trachurus trachurus) est une espèce de poissons de la famille des Carangidae qui se rencontre dans l'Atlantique est et en Méditerranée.

## Noms vernaculaires

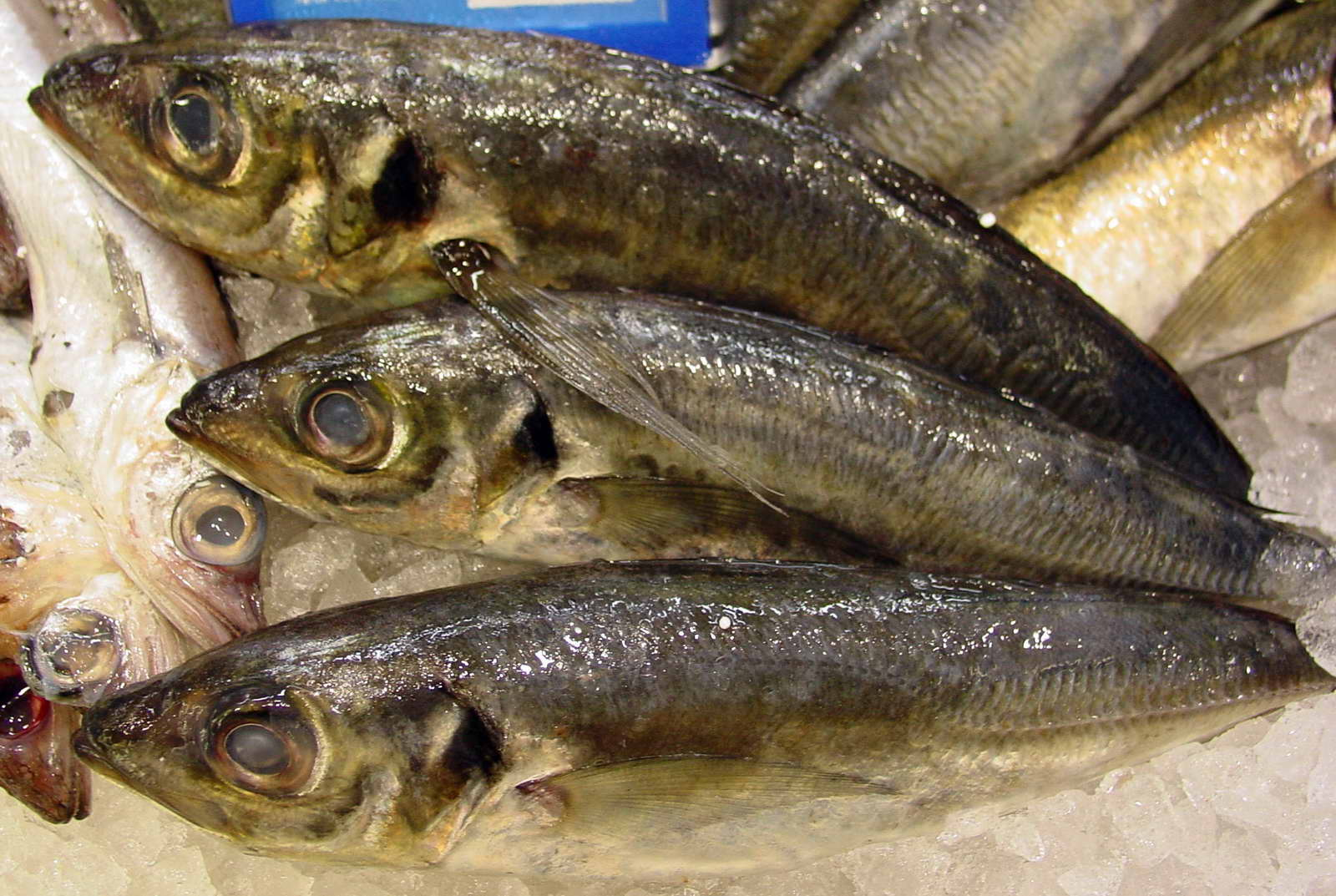

- Chinchard commun, caringue, sévéréou
- maquereau anglais, maquereau bâtard
- saurel commun de l'Atlantique.
- coustut en Gascogne

## Description
Trachurus trachurus mesure jusqu'à 70 cm pour un poids maximal publié de 2 kg. Son corps est fusiforme et de couleur verdâtre sur le dos.